# FBA Type A
L'FBA Type A era un idroricognitore biplano a configurazione spingente con i longheroni in Fraxinus excelsior ricoperti di compensato a paratia sviluppato dall'azienda anglofrancese Franco-British Aviation Company (FBA) negli anni dieci del XX secolo.
Venne prodotto, oltre che in Francia, anche nell'allora Regno d'Italia dall'azienda nazionale Società Idrovolanti Alta Italia (SIAI) andando ad equipaggiare i reparti di volo del Regio Esercito e Servizio Aeronautico della Marina.

## Storia del progetto
Il Type B aveva il motore Gnome Delta 100 hp ed il Type C il motore Clerget 9B 130 hp.
La Royal Naval Air Service produsse 20 Type B attraverso la Norman Thompson Flight Company.
Fu il precursore dell'FBA Type H.

### Produzione su licenza
Per esigenze belliche, la SIAI aveva avviato la produzione su licenza dell'azienda anglofrancese del Type C equipaggiato con un motore Gnome Delta.

## Impiego operativo
Prima della guerra erano in linea anche nell'Impero austro-ungarico ed in Danimarca. La Aéronautique navale, la Royal Naval Air Service (96 Type C dalla Francia) ed il Corpo Aeronautico italiano erano i maggiori utilizzatori.
La Marinha Portuguesa utilizzerà 3 esemplari Type B e la Força Aeronaval 2 Type B.

### Regno d'Italia
La 1ª Squadriglia Idrovolanti li utilizzò dal luglio 1915.
Il 31 marzo 1916 l'unità disponeva di nove Type C con motore Gnome Delta 100 hp ed il 26 agosto di 14 Type C.
Sempre in Italia, dal 2 giugno 1915 sei Type C con motore Gnome Delta 100 arrivarono al CAM di Venezia, che li utilizzò fino all'aprile 1916.

## Varianti
- Type A (1913) - motore 50 hp Gnome Omega dal 1913
- Type A (produzione) - motore 80 hp Gnome Monosoupape 7 Type A
- Type B - motore 100 hp Gnome Delta o Monosoupape 9 Type B-2. Più di 150 esemplari
- Type C - motore 130 hp Clerget 9B. 78 esemplari.

## Esemplari attualmente esistenti
Un esemplare della Marinha Portuguesa è visibile al Museu de Marinha di Lisbona.